# Eutelichthys leptochirus
Eutelichthys leptochirus is een  straalvinnige vissensoort uit de familie van slakdolven (Liparidae). De wetenschappelijke naam van de soort is voor het eerst geldig gepubliceerd in 1959 door Tortonese.
De soort staat op de Rode Lijst van de IUCN als Onzeker, beoordelingsjaar 2007.